# Maria Fein
Maria Fein (Vienna, 7 aprile 1892 – Zurigo, 5 settembre 1965) è stata un'attrice austriaca.

## Filmografia parziale
- Der Mann im Spiegel, regia di Conrad Wiene e Robert Wiene (1916)
- Das Leben ein Traum, regia di Robert Wiene (1916)
- La sposa circassa (Die Kaukasierin), regia di Uwe Jens Krafft e Joe May (1917)
- Apokalypse, regia di Rochus Gliese (1918)
- Die Verteidigerin, regia di Frederic Zelnik (1918)
- Complotto (Die Verschwörung zu Genua), regia di Paul Leni (1921)
- Das Spielzeug von Paris, regia di Michael Curtiz (1925)
- Die Vorbestraften, regia di Rudolf Meinert (1927)
- Friederike, regia di Fritz Friedmann-Frederich (1932)